# Жанкент
Жанке́нт (каз. Жанкент) — село у складі Казалінського району Кизилординської області Казахстану. Адміністративний центр та єдиний населений пункт Уркендеуського сільського округу.
Населення — 1282 особи (2021; 1405 у 2009, 1580 у 1999, 1537 у 1989).
До 2018 року село називалось Уркендеу.